# Indianapolis 500 in 1999
De 83e Indianapolis 500 werd gereden op zondag 30 mei 1999. Het was de vierde keer dat de race op de kalender stond van het Indy Racing League kampioenschap en het was de derde race uit de IndyCar Series van 1999. Zweeds coureur Kenny Bräck won de race voor het team A.J. Foyt Enterprises.

## Startgrid

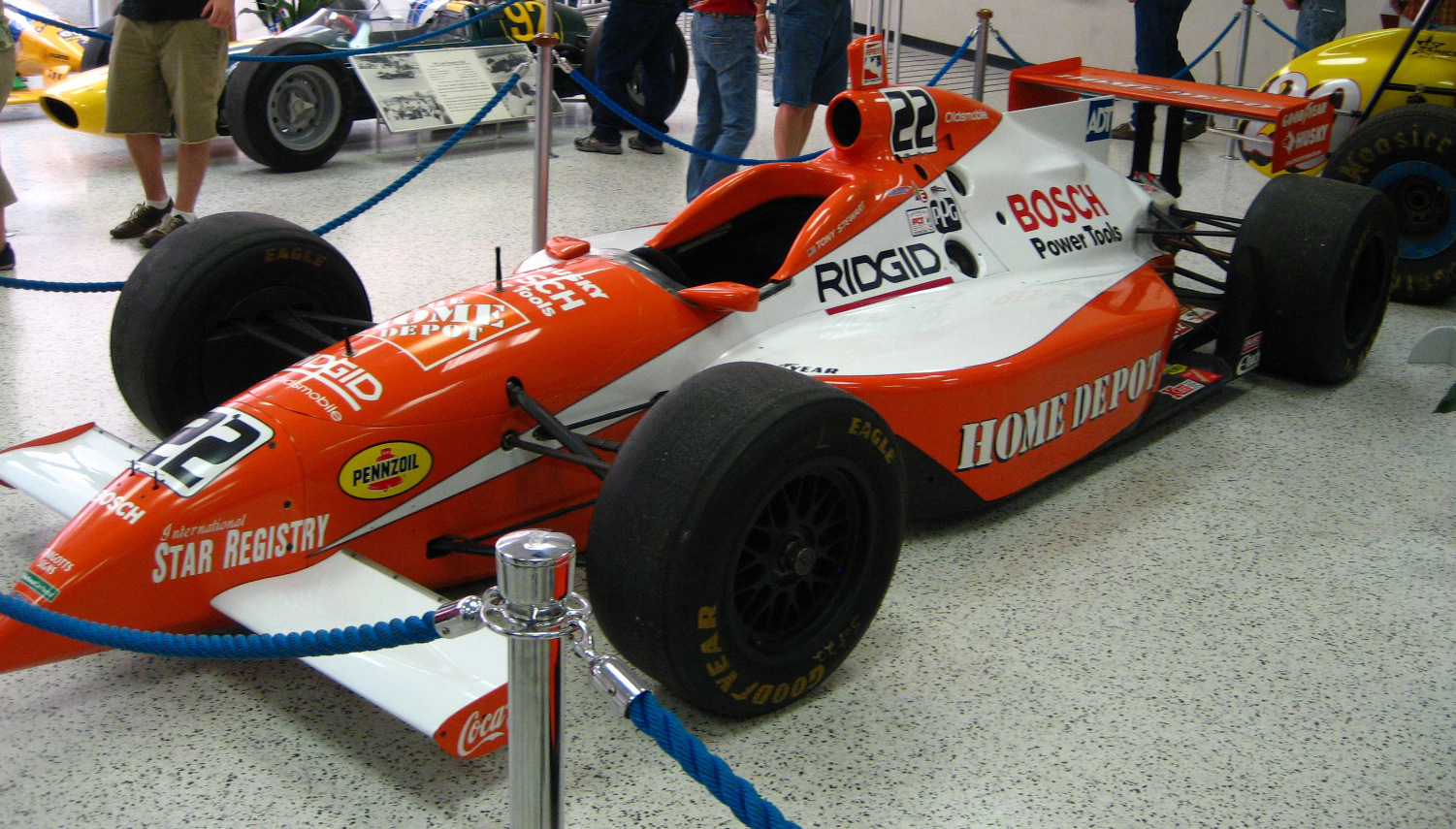
Tony Stewarts Tri-Star Motorsports auto.

Arie Luyendyk won de poleposition. Jaques Lazier, Lyn St. James, Mike Groff, Stephan Gregoire, Scott Harrington, Nick Firestone en Andy Michner konden zich niet kwalificeren voor de race.
| Rij | Binnen           | Midden         | Buiten            |
| --- | ---------------- | -------------- | ----------------- |
| 1   | Arie Luyendyk    | Greg Ray       | Billy Boat        |
| 2   | Robby Gordon     | Mark Dismore   | Scott Sharp       |
| 3   | Sam Schmidt      | Kenny Bräck    | Scott Goodyear    |
| 4   | Hideshi Matsuda  | Davey Hamilton | John Hollansworth |
| 5   | Steve Knapp      | Jeff Ward      | Tyce Carlson      |
| 6   | Eddie Cheever    | Robby Unser    | Eliseo Salazar    |
| 7   | Donnie Beechler  | Stan Wattles   | Jeret Shroeder    |
| 8   | Buddy Lazier     | Roberto Moreno | Tony Stewart      |
| 9   | Roberto Guerrero | Buzz Calkins   | Robby McGehee     |
| 10  | Jimmy Kite       | Wim Eyckmans   | Johnny Unser      |
| 11  | Jack Miller      | Robbie Buhl    | Raul Boesel       |

## Race
Arie Luyendyk reed in de eerste wedstrijdhelft de meeste ronden aan de leiding en viel uit de race tijdens de 117e ronde. Robby Gordon reed drie ronden voor het einde van de race aan de leiding. Hij hoopte op een neutralisatie omdat hij erg weinig brandstof overhield, maar die kwam er niet en hij moest van het gas af om het einde van de race te kunnen halen. Hij eindigde op de vierde plaats. Kenny Bräck reed de laatste twee ronden aan de leiding en won de race.
| #                                                                          | Coureur               | Auto                 | Team                   | Ronden | Opgave     |
| -------------------------------------------------------------------------- | --------------------- | -------------------- | ---------------------- | ------ | ---------- |
| 1                                                                          | Kenny Bräck           | Dallara-Aurora       | A.J. Foyt Enterprises  | 200    |            |
| 2                                                                          | Jeff Ward             | Dallara-Aurora       | Pagan Racing           | 200    |            |
| 3                                                                          | Billy Boat            | Dallara-Aurora       | A.J. Foyt Enterprises  | 200    |            |
| 4                                                                          | Robby Gordon          | G-Force-Aurora       | Team Menard            | 200    |            |
| 5                                                                          | Robby McGehee (R)     | Dallara-Aurora       | Conti Racing           | 199    |            |
| 6                                                                          | Robbie Buhl           | Dallara-Aurora       | A.J. Foyt Enterprises  | 199    |            |
| 7                                                                          | Buddy Lazier          | Dallara-Aurora       | Hemelgarn Racing       | 198    |            |
| 8                                                                          | Robby Unser           | Dallara-Aurora       | Team Pelfrey           | 197    |            |
| 9                                                                          | Tony Stewart          | Dallara-Aurora       | Tri-Star Motorsports   | 196    |            |
| 10                                                                         | Hideshi Matsuda       | Dallara-Aurora       | Beck Motorsports       | 196    |            |
| 11                                                                         | Davey Hamilton        | Dallara-Aurora       | Galles Racing          | 196    |            |
| 12                                                                         | Raul Boesel           | Riley & Scott-Aurora | Brant Racing           | 195    |            |
| 13                                                                         | John Hollansworth (R) | Dallara-Aurora       | TeamXtreme             | 192    |            |
| 14                                                                         | Tyce Carlson          | Dallara-Aurora       | Blueprint/Immke Racing | 190    |            |
| 15                                                                         | Jeret Schroeder (R)   | Dallara-Infiniti     | Cobb Racing            | 175    | Mechanisch |
| 16                                                                         | Mark Dismore          | Dallara-Aurora       | Kelley Racing          | 168    | Ongeval    |
| 17                                                                         | Stan Wattles          | Dallara-Aurora       | Metro Racing           | 147    |            |
| 18                                                                         | Eddie Cheever         | Dallara-Infiniti     | Team Cheever           | 139    | Mechanisch |
| 19                                                                         | Buzz Calkins          | G-Force-Aurora       | Bradley Motorsports    | 133    |            |
| 20                                                                         | Roberto Moreno        | G-Force-Aurora       | Truscelli Team Racing  | 122    | Mechanisch |
| 21                                                                         | Greg Ray              | Dallara-Aurora       | Team Menard            | 120    | Ongeval    |
| 22                                                                         | Arie Luyendyk         | G-Force-Aurora       | Treadway Racing        | 117    | Ongeval    |
| 23                                                                         | Wim Eyckmans (R)      | Dallara-Aurora       | Team Cheever           | 113    | Mechanisch |
| 24                                                                         | Jimmy Kite            | G-Force-Aurora       | McCormack Motorsports  | 110    | Mechanisch |
| 25                                                                         | Roberto Guerrero      | G-Force-Infiniti     | Cobb Racing            | 105    | Mechanisch |
| 26                                                                         | Steve Knapp           | G-Force-Aurora       | ISM Racing             | 104    | Mechanisch |
| 27                                                                         | Scott Goodyear        | G-Force-Aurora       | Panther Racing         | 101    | Mechanisch |
| 28                                                                         | Scott Sharp           | Dallara-Aurora       | Kelley Racing          | 83     | Mechanisch |
| 29                                                                         | Donnie Beechler       | Dallara-Aurora       | Cahill Racing          | 74     | Mechanisch |
| 30                                                                         | Sam Schmidt           | G-Force-Aurora       | Treadway Racing        | 62     | Ongeval    |
| 31                                                                         | Jack Miller           | Dallara-Aurora       | Tri-Star Motorsports   | 29     | Mechanisch |
| 32                                                                         | Johnny Unser          | Dallara-Aurora       | Hemelgarn Racing       | 10     | Mechanisch |
| 33                                                                         | Eliseo Salazar        | G-Force-Aurora       | Nienhouse Motorsports  | 7      | Ongeval    |
| Gemiddelde snelheid : 246,513 km/h - Snelste ronde : Greg Ray, 352,26 km/h |                       |                      |                        |        |            |
| Aantal neutralisaties : 8 (42 van de 200 ronden in totaal)                 |                       |                      |                        |        |            |